# Mont Mageik
Le mont Mageik, en anglais Mount Mageik, est un volcan des États-Unis situé dans la péninsule d'Alaska, en Alaska. Son sommet culmine à 2 165 mètres d'altitude.
Il est situé dans le parc national et réserve de Katmai, au sud-ouest du Novarupta, du mont Katmai et du Trident, trois autres volcans, au nord-est du mont Martin et à l'extrémité méridionale de la vallée des Dix Mille Fumées.

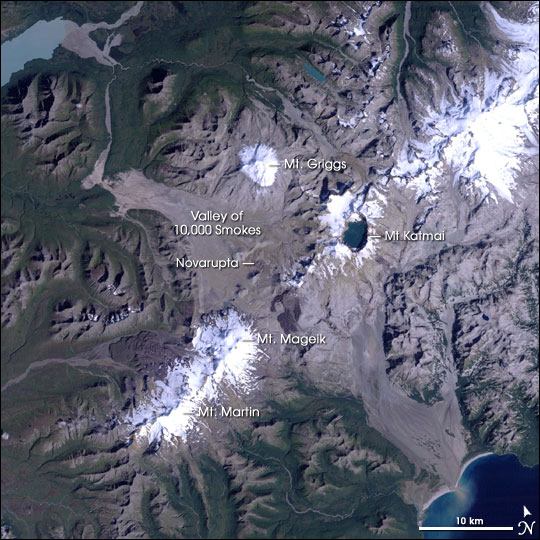
Image satellite du mont Mageik entouré par le Novarupta, le mont Katmai, la vallée des Dix Mille Fumées, le mont Griggs et le mont Martin.